# Férfi 4 × 7,5 km-es biatlonváltó a 2018. évi téli olimpiai játékokon
A 2018. évi téli olimpiai játékokon a biatlon férfi 4 × 7,5 km-es váltó versenyszámát február 23-án rendezték. Az aranyérmet a svéd csapat nyerte. A versenyszámban nem vett részt magyar csapat.

## Végeredmény
A verseny helyi idő szerint 20:15-kor, magyar idő szerint 12:15-kor kezdődött. Az időeredmények másodpercben értendők.
| Helyezés | R  | Csapat                                                                                            | Idő                                       | Lövőhiba (F+Á)                           | Hátrány |
| -------- | -- | ------------------------------------------------------------------------------------------------- | ----------------------------------------- | ---------------------------------------- | ------- |
| Arany    | 3  | Svédország (SWE) · Peppe Femling · Jesper Nelin · Sebastian Samuelsson · Fredrik Lindström        | 1:15:16,5 18:50,9 18:59,9 18:31,5 18:54,2 | 0+2 0+5 0+0 0+1 0+1 0+3 0+1 0+0 0+0 0+1  | –       |
| Ezüst    | 1  | Norvégia (NOR) · Lars Helge Birkeland · Tarjei Bø · Johannes Thingnes Bø · Emil Hegle Svendsen    | 1:16:12,0 18:48,1 19:17,5 18:16,3 19:50,1 | 0+4 1+8 0+1 0+1 0+3 0+3 0+0 0+1 0+0 1+3  | +55,5   |
| Bronz    | 4  | Németország (GER) · Erik Lesser · Benedikt Doll · Arnd Peiffer · Simon Schempp                    | 1:17:23,6 18:23,6 19:48,2 18:23,8 20:48,0 | 0+3 3+7 0+0 0+1 0+0 2+3 0+0 0+0 0+3 1+3  | +2:07,1 |
| 4.       | 8  | Ausztria (AUT) · Tobias Eberhard · Simon Eder · Julian Eberhard · Dominik Landertinger            | 1:18:09,0 19:03,6 18:47,4 19:53,9 20:24,1 | 0+2 2+9 0+1 0+2 0+0 0+1 0+1 2+3 0+0 0+3  | +2:52,5 |
| 5.       | 2  | Franciaország (FRA) · Simon Desthieux · Émilien Jacquelin · Martin Fourcade · Antonin Guigonnat   | 1:18:43,1 20:12,1 19:06,0 20:01,2 19:23,8 | 0+4 3+8 0+2 2+3 0+0 0+1 0+1 1+3 0+1 0+1  | +3:26,6 |
| 6.       | 17 | Egyesült Államok (USA) · Lowell Bailey · Sean Doherty · Timothy Burke · Leif Nordgren             | 1:19:06,7 19:14,2 19:14,0 19:32,5 21:06,0 | 2+6 0+8 0+2 0+2 0+1 0+0 0+0 0+3 2+3 0+3  | +3:50,2 |
| 7.       | 11 | Csehország (CZE) · Ondřej Moravec · Michal Šlesingr · Jaroslav Soukup · Michal Krčmář             | 1:19:23,6 18:58,1 18:36,5 20:40,3 21:08,7 | 0+4 2+9 0+0 0+3 0+1 0+0 0+1 1+3 0+2 1+3  | +4:07,1 |
| 8.       | 16 | Fehéroroszország (BLR) · Anton Smolski · Raman Yaliotnau · Sergey Bocharnikov · Vladimir Chepelin | 1:20:06,0 18:51,4 19:55,8 21:02,4 20:16,4 | 2+6 1+6 0+0 0+1 0+1 1+3 2+3 0+1 0+2 0+1  | +4:49,5 |
| 9.       | 9  | Ukrajna (UKR) · Artem Pryma · Serhiy Semenov · Vladimir Semakov · Dmytro Pidruchnyi               | 1:20:17,3 18:47,5 20:19,4 20:55,7 20:14,7 | 0+0 2+9 0+0 0+0 0+0 0+3 0+0 1+3          | +5:00,8 |
| 10.      | 10 | Szlovénia (SLO) · Miha Dovžan · Klemen Bauer · Mitja Drinovec · Lenart Oblak                      | 1:20:17,3 19:33,5 19:44,1 20:23,1 20:36,6 | 0+5 1+5 0+0 0+2 0+1 1+3 0+3 0+0 0+1 0+0  | +5:00,8 |
| 11.      | 12 | Kanada (CAN) · Christian Gow · Scott Gow · Macx Davies · Brendan Green                            | 1:20:56,8 19:11,8 19:23,3 22:16,0 20:05,7 | 0+4 1+7 0+0 0+3 0+0 0+0 0+3 1+3 0+1 0+1  | +5:40,3 |
| 12.      | 5  | Olaszország (ITA) · Thomas Bormolini · Lukas Hofer · Giuseppe Montello · Dominik Windisch         | 1:21:35,6 20:03,8 19:00,7 20:37,5 21:53,6 | 1+5 3+11 0+1 0+3 0+1 0+2 0+0 1+3 1+3 2+3 | +6:19,1 |
| 13.      | 13 | Észtország (EST) · Rene Zahkna · Kalev Ermits · Roland Lessing · Kauri Kõiv                       | 1:22:26,4 19:32,7 20:05,6 21:12,2 21:35,9 | 1+5 2+10 0+2 0+2 0+0 1+3 1+3 0+2 0+0 1+3 | +7:09,9 |
| 14.      | 18 | Románia (ROU) · George Buta · Remus Faur · Gheorghe Pop · Cornel Puchianu                         | 1:22:51,1 20:32,7 20:16,9 20:25,6 21:35,9 | 0+1 2+7 0+0 0+1 0+0 0+2 0+1 0+1 0+0 2+3  | +7:34,6 |
| 15.      | 6  | Svájc (SUI) · Serafin Wiestner · Benjamin Weger · Jeremy Finello · Mario Dolder                   | 1:23:06,1 21:30,0 19:17,2 20:22,6 21:56,3 | 2+8 3+11 2+3 0+3 0+3 0+2 0+2 0+3 0+0 3+3 | +7:49,6 |
| 16.      | 7  | Bulgária (BUL) · Krasimir Anev · Anton Sinapov · Dimitar Gerdzhikov · Vladimir Iliev              | körhátrány 19:59,9 19:52,2 körhátrány 0   | 1+5 2+8 0+0 1+3 0+2 0+2 1+3 1+3 0        | –       |
| 17.      | 14 | Kazahsztán (KAZ) · Maxim Braun · Vassiliy Podkorytov · Vladislav Vitenko · Roman Yeremin          | körhátrány 20:13,2 20:55,7 körhátrány 0   | 0+5 2+5 0+0 0+1 0+3 0+1 0+2 2+3 0        | –       |
| 18.      | 15 | Szlovákia (SVK) · Matej Kazár · Tomáš Hasilla · Šimon Bartko · Martin Otčenáš                     | körhátrány 18:42,0 22:04,0 körhátrány 0   | 4+6 1+5 0+0 0+0 0+3 1+3 4+3 0+2 0        | –       |